# Mark Bloom
Mark Bloom est un joueur de soccer américain né le 25 novembre 1987 à Marietta en Géorgie. Il évolue au poste de défenseur avant de se retirer du soccer professionnel en mars 2018.

## Biographie
Joueur reconnu de deuxième division, Mark Bloom est prêté en MLS le 12 juillet 2013 au Toronto FC pour 6 mois avec une option pour rejoindre définitivement le club. Il s'impose comme titulaire et est reconduit avec le club canadien pour la saison 2014. Le 13 janvier 2015, il signe un nouveau contrat pour plusieurs années mais perd sa place de titulaire. Lors du repêchage d'expansion de 2017, son coéquipier Clint Irwin est sélectionné par le Atlanta United FC. Afin de récupérer son gardien, le Toronto FC procède alors à une transaction envoyant Mark Bloom en Géorgie. Après une saison 2017 décevante ponctuée par seulement quatre rencontres, l'option de son contrat n'est pas levée et il devient alors libre.
À seulement trente ans et alors qu'il a évolué dans les trois principales ligues du soccer nord-américains (MLS, NASL et USL Pro) au cours de sa carrière, il décide d'y mettre un terme le 6 mars 2018 lorsqu'il en fait l'annonce sur les réseaux sociaux.

## Palmarès
- Avec les  Silverbacks d'Atlanta :
  - Vainqueur du championnat printanier de la NASL en 2013
- Avec le  Toronto FC :
  - Finaliste de la Coupe MLS en 2016
  - Finaliste du Championnat canadien en 2014